# Skarð (Islandia)
Skarð – wieś położona w południowo-zachodniej części Islandii.
Na północny wschód od wsi znajduje się wulkan Hekla.
W Skarð znajduje się kościół wybudowany w 1931 roku.